# Poecilimon harveyi
Poecilimon harveyi är en insektsart som beskrevs av Karabag 1964. Poecilimon harveyi ingår i släktet Poecilimon och familjen vårtbitare. Inga underarter finns listade i Catalogue of Life.